# 청도 운문사 대웅보전 관음보살 달마대사 벽화
청도 운문사 대웅보전 관음보살 달마대사 벽화(淸道 雲門寺 大雄寶殿 觀音菩薩 達摩大師 壁畵)는 대한민국 경상북도 청도군 운문면, 운문사 대웅보전에 있는 18세기 초의 불화이다. 문화재청장이 2014년 1월 13일 국가지정문화재(보물)로 지정 예고절차를 거쳐, 2014년 3월 11일 대한민국의 보물 제1817호로 지정하였다.

## 개요
이 벽화는 거대한 흙벽의 화면에 높고 험준한 바위산을 배경으로 온화하고 화려한 관음보살과 호방하고 대담한 달마대사를 조화롭게 그렸다. 한 화면에 관음과 달마를 나란히 표현한 벽화의 유일한 사례로, 가지산문(迦智山門)의 전통을 잇는 선찰 운문사의 성격을 잘 대변해 준다.
관음보살의 보관 표현과 연꽃 위에 합장 배례한 선재동자(善財童子)의 복식 표현은 1628년의 국보 제296호 칠장사 오불회괘불탱 및 17세기 후반 경의 여수 흥국사 대웅전 관음벽화의 선재동자와 비슷하고, 이후 18세기 전반경 의겸(義謙) 계통의 관음보살도와는 차이를 보이고 있어서 17 세기 후반에서 18세기 초반경의 불화양식을 보여주는 자료로서 가치가 큰 것으로 평가된다.

## 같이 보기
- 운문사
- 청도 운문사 대웅보전 - 대한민국의 보물 제835호

## 참고 문헌
- 청도 운문사 대웅보전 관음보살 달마대사 벽화 - 국가유산청 국가유산포털